# Anneli Lax
Anneli Lax   (Katowice, 23 de febrer de 1922 - Nova York, 24 de setembre de 1999), de soltera Anneli Cahn, va ser una matemàtica estatunidenca d'origen germànic-polonès.

## Vida i obra
Anneli Cahn va néixer en una família jueva alemanya de l'Alta Silèsia, quan aquesta regió va passar a formar part de la Segona República Polonesa després de la Primera Guerra Mundial, havent format part abans de l'Imperi Alemany. La família es va traslladar a Berlin el 1931, fugint de l'ambient anti germànic imperant a la seva ciutat. Katowice. Durant els estudis secundaris a Berlín, ja va destacar com una excel·lent estudiant. A partir de la victòria nazi del 1933, la família, fugint de l'antisemitisme, es va traslladar primer a París i Palestina fins que el 1935 es va assentar definitivament a Nova York. El 1942 es va graduar a la universitat Adelphi i va començar estudis de postgrau a la universitat de Nova York, en la qual es va doctorar el 1955 amb una tesi dirigida per Richard Courant.
El 1948 es va casar amb el seu company d'estudis Peter Lax amb qui va tenir dos fills: James (Jim), matemàtic, i John, historiador. La prematura mort d'aquest darrer amb poc més de trenta anys, va ser un fort cop per la família. El 1982, la família va instituir una conferència anual d'història en la seva memòria al Mount Holyoke College, on John havia sigut professor.
Tot i que va fer algun treball de recerca que va significar alguna aportació important en el camp de les equacions hiperbòliques, Lax és recordada, sobre tot, pel seus treball sobre pedagogia de les matemàtiques. Va ser l'editora principal i fundadora de la col·lecció New Mathematical Library, una sèrie de texts monogràfics dissenyats per engrescar professors, estudiants i lectors no especialistes a explorar les matemàtiques elementals des de noves perspectives. Després de la seva mort el 1999, l'editorial que les publicava (la Mathematics Association of America) va rebatejar la col·lecció amb el seu nom: Anneli Lax New Mathematical Library; ja s'havien publicat trenta-nou monografies. El 1995. per aquesta tasca ingent, va rebre el premi Gung-Hu als serveis distingits en les matemàtiques.